# Ermida de Nossa Senhora das Neves
A Ermida de Nossa Senhora das Neves é uma ermida açoriana localizada na zona central da cidade de Angra do Heroísmo, na Ilha Terceira.
Esta ermida foi edificada no fim da Rua de Jesus, junto da rocha sobranceira ao mar, tendo sido mandada edificar por João da Silva do Canto, que herdou do pai Pedro Anes do Canto o prédio onde ela se encontrava.
Foi construída por volta de 1570, data em que os jesuítas vieram para a Ilha Terceira. O historiador Gaspar Frutuoso diz sobre este ermida:
 «Está também nesta cidade, sobre a baía do porto um colégio dos padres da Companhia de Jesus, por entretanto, até se edificar outro novo, onde faziam muito fruto nas almas, livrando muitas da boca do lobo antes de lhe terem as mãos atadas e eles degradados, dotado e fundado por el-rei como comendador da Ordem de Cristo, cuja comenda são estas ilhas, onde há doze religiosos entre pregadores e mestres de latim e casos de consciência; cuja ermida é da invocação de Nossa Senhora das Neves, em a qual tomados fazem na terra o bem que dantes faziam».
D. Sebastião, foi o fundador do Real Colégio da Companhia de Jesus em Angra do Heroísmo. Os padres jesuítas desembarcaram na Ilha Terceira a 1 de Junho de 1570 e desde cedo se dedicaram à juventude no capítulo do ensino e da educação e contribuíram grandemente para o escrever da história religiosa da ilha.
O Padre António Cordeiro também dá pormenores sobre o colégio e ermida de Nossa Senhora das Neves, e ainda acerca da chegada e desembarque dos jesuítas na Terceira:
«Antes de os padres desembarcarem saiu o bispo D. Nuno Álvares Pereira e muitos Eclesiásticos a esperá-los, e o Senado da Câmara com o Capitão-mor João da Silva do Canto, metendo-se em duas barcas alcatifadas, e ornadas foram a bordo buscar os padres, e trazendo-os ao Bispo que os esperava ele os abraçou, dizendo: «Agora me vem todo o meu descanso» e todos assim levaram os Padres, e os hospedaram logo na Misericórdia e o magnifico João da Silva do Canto tomou logo sobre si dar-lhes tudo o necessário, e sustentá-los, enquanto não escolhiam habitação; e porque o dito fidalgo tinha já feita uma Igreja, e religiosa habitação, para meter meninos órfãos, como os tem Lisboa, pediu muito aos Padres aceitassem aquele edifício, (…) se recolherão os Padres ao dito primeiro Colégio, de que podia chamar-se Fundador o dito fidalgo João da Silva do Canto, (…)»
Segundo se vê na Carta da Cidade de Angra do Heroísmo desenhada por Jan Huygen van Linschoten, a ermida estava situada à beira da Rua de Jesus com a frente voltada para Poente, e no fim de uma pequena travessa.
Nas casas de João da Silva do Canto instalaram-se os padres da Companhia de Jesus e nelas permaneceram até se fixarem no novo colégio, o actual Palácio dos Capitães Generais, o que se verificou em 1651. Mantiveram-se assim no primeiro colégio oitenta e um anos, utilizando a ermida, aonde acorria em elevado número a população da cidade.